# Cypripedium plectrochilum
Cypripedium plectrochilum é uma espécie de orquídea terrestre, família Orchidaceae, que habita do norte de Myanmar ao centro-sul da China.